# Ministère de l'Environnement, du Logement et du Développement territorial
Le ministère de l'Environnement et du Développement durable (espagnol : Ministerio de Ambiente y Desarrollo Sostenible) est le ministère colombien qui s'occupe de la régulation et de l'élaboration des normes concernant la protection de l'environnement, le logement, l'approvisionnement en eau potable et l'assainissement.